# Raoul Prandi
Pour les articles homonymes, voir Prandi.
Raoul Prandi, né le 16 août 1969 à Paris, est un handballeur international français évoluant au poste de demi-centre.
Son fils Elohim Prandi (1998-), est également handballeur.

## Biographie

### Espoir du handball (avant 2000)
Après avoir grandi en Normandie, Raoul Prandi débute en région parisienne, tout d’abord à l'AS Police Paris « où je jouais plutôt arrière gauche. », puis à l'AS Saint-Mandé entre 1985 et 1989, ayant toutefois pris une année sabbatique en 1988. Durant ces années en juniors, il remporte le Falcony, championnat de France de la catégorie.
En 1989, il rejoint de son propre chef l'US Ivry, qui obtient son maintien de peu en D1 la saison précédente. Prandi s'entraîne d'abord avec l'équipe espoir avant d'intégrer le groupe première et débuter en Division 1,. Raoul confie en 2006 ne pas avoir rejoint le club pour faire carrière et gagner des titres ou des sélections, mais avant tout pour progresser et intensifier sa pratique du handball.
Lors de la saison 1992-1993, Prandi est déjà un homme fort de l'US Ivry.
À la suite de ses performances, Raoul Prandi est retenu en équipe de France par Daniel Costantini en janvier 1996 pour disputer la Coupe du monde en Suède[Quoi ?],. Le novice arrière gauche se révèle au niveau international et enchaîne avec l'Euro 1996,. Prandi termine ensuite quatrième des Jeux olympiques d’Atlanta 1996 avec l'équipe de France. Daniel Costantini se souvient en 2006 : « Il a fait l'Euro, Atlanta, et au moment où la porte était grande ouverte avec le départ des anciens, il a fait une crise personnelle, qui lui a fait dire que, dans la vie, il n'y avait pas que le handball ». Comparé à une comète (intense mais éphémère) par le sélectionneur, Raoul Prandi n'apparaît ensuite plus en équipe nationale et totalise 39 sélections,.
En club, alors que l'US Ivry vient de remporter la première Coupe de France de son histoire en 1996, l'entraîneur croate Sead Hasanefendić rejoint le club. S'appuyant sur des joueurs comme Stéphane Joulin, Vassili Koudinov, Prandi ou Éric Amalou, le club devient Champion de France 1997, tout en atteignant la finale de la Coupe nationale et la demi-finale de la Coupe des coupes.
Le début de saison 1997-1998 est catastrophique[pourquoi ?] pour l'US Ivry et Prandi est contraint de quitter le club en cours de saison. Il termine ainsi l'exercice dans le club allemand du LTV Wüppertal où il évolue aux côtés d'Ólafur Stefánsson et sous les ordres de Viggó Sigurðsson (de).
Il revient en France, brièvement à l'Istres Sports en 1998.

### Galères et reconstruction (2000-2009)
En 2000, les clubs d'Ivry et de Livry-Gargan lui proposent alors un contrat avec des projets de reconversion. Prandi choisit de rejoindre Livry, mais peu de temps après avoir signé, l'équipe est privée de championnat pour des raisons financières et tous les joueurs sont priés de partir.
Raoul Prandi trouve alors refuge à Wuppertal. Mais une heure après avoir signé son contrat, Prandi est victime d'une rupture partielle du ligament croisé antérieur d'un genou lors de son premier entraînement et vit alors des mois pénibles, blessé physiquement et moralement, son salaire étant divisé par deux.
De nouveau sur ses deux jambes, Raoul reprend en septembre 2001 le chemin de Livry-Gargan qui a fait valoir ses droits auprès de la FFHB pour réintégrer la D1. Tout se passe bien pendant les matchs aller mais, au premier match de reprise, le même ligament cède totalement cette fois-ci.
À nouveau privé de sport pendant huit mois, Raoul retrouve Saint-Mandé, le club de ses débuts en septembre 2002, fraîchement promu en Nationale 1. En même temps, lui qui désire travailler avec ses mains fait de la marqueterie chez un antiquaire, près de la Bastille. Il refuse la place à temps plein que lui propose le patron mais continue de vouloir se former à autre chose que le handball et souhaite passer un brevet d'éducateur sportif en équitation, sport qu'il pratique depuis l'âge de huit ans dans la propriété familiale en Normandie.
En 2003, Prandi rejoint le CS Mainvilliers handball en Nationale 3. Il est rejoint ensuite par d'autres ex-internationaux comme Mourad Khabir et Sasa Mitrovic avec qui il connaît deux montées consécutives jusqu'en N1 en 2008. Capitaine jusqu'en 2007, Raoul Prandi prend sa retraite au terme de la saison 2008-2009.

### Reconversion
En 2010-2011, Raoul Prandi est éducateur au Pôle espoir de Chartres de handball. La saison suivante, il entraîne la section sportive handball du collège Mathurin-Regnier de la ville.
En novembre 2012, Raoul Prandi intègre l'École des Roches en tant que chef de maison où il utilise son expérience de sportif de haut niveau et son humanité.

## Style de jeu
En 2006, Daniel Costantini, sélectionneur de l'équipe de France qui le convoque en 1996, se souvient : « c'était un joueur moderne au niveau de sa technique ». Coéquipier à Ivry et en Bleu, Stéphane Joulin se rappelle aussi : « il a apporté un style de jeu un petit peu nouveau, c'était un beau joueur, polyvalent ».

## Palmarès

### En équipe nationale
- 4e place aux Jeux olympiques 1996[6] d'Atlanta,  États-Unis
- 7e place au Championnat d'Europe 1996,  Espagne

### En club
Compétitions internationales
- Demi-finaliste de la Coupe d'Europe des vainqueurs de coupe en 1997

Compétitions nationales
- Vainqueur du Championnat de France (1) : 1997 (avec US Ivry).
- Vainqueur de la Coupe de France (1) : 1996 (avec US Ivry).

## Vie privée
Raoul Prandi a un fils avec l'ancienne capitaine de l'équipe de France féminine Mézuela Servier, Elohim Prandi. Ce dernier devient aussi international français de handball.